# Leptopenus discus
Espèce
Statut CITES
Leptopenus discus est une espèce de coraux appartenant à la famille des Micrabaciidae.